# La Fin de l'histoire et le Dernier Homme
« La Fin de l'histoire » redirige ici. Pour la nouvelle de 1916, voir La Fin de l'histoire (nouvelle).
La Fin de l'histoire et le Dernier Homme (titre original anglais : The End of History and the Last Man) est un essai du politologue américain Francis Fukuyama publié en 1992, identifié comme l'un des essais les plus importants de la fin du XXe siècle.
S'inspirant des thèses d'Alexandre Kojève sur la « fin de l'histoire », Fukuyama affirme que la fin de la guerre froide marque la victoire idéologique de la démocratie et du libéralisme (concept de démocratie libérale) sur les autres idéologies politiques. Fukuyama est, par ailleurs, conscient que la chute du Mur et la dislocation du bloc de l'Est vont entraîner d'importants troubles : la fin de l'Histoire ne signifie pas, selon lui, l'absence de conflits, mais plutôt la suprématie absolue et définitive de l'idéal de la démocratie libérale, lequel ne constituerait pas seulement l'horizon indépassable de notre temps mais se réaliserait effectivement.
Le livre développe la thèse d'un article intitulé The End of History? (La Fin de l’Histoire ?), publié en 1989 dans la revue américaine The National Interestet la revue française Commentaire.

## Critiques
L'article puis le livre de Fukuyama ont pour objet les relations internationales et l'argumentation est fondée partiellement dans la philosophie. Les critiques se trouvent donc dans ces deux domaines.

### Relations internationales
L'article de Fukuyama intitulé « La Fin de L'Histoire » était paru dans le numéro de l'été 1989 du National Interest. Dès le numéro d'automne, Samuel Huntington apporte la réplique réaliste dans un article intitulé No exit, The Errors of Endism (Voie sans issue, les Erreurs du Finisme). Pour Huntington, l'effondrement du communisme n'implique pas le triomphe de la démocratie libérale et la fin de l'idéologie comme force motrice de l'Histoire, ce, pour une série de raisons :
- le retour en force d'une idéologie est toujours possible et l'Histoire donne des exemples de doctrines et idéologies en déclin qui connaissent peu après une vigueur impressionnante ;
- un schisme entre partisans de la démocratie libérale est toujours possible et, là encore, l'Histoire est riche en exemple de schismes ;
- de nouvelles idéologies peuvent apparaître pour rationaliser et légitimer l'appétit de puissance de groupes sociaux - une des fonctions du communisme était de légitimer le pouvoir des intellectuels et bureaucrates, ce qui signifie que sa disparition appellera la création de nouvelles doctrines appelant à répondre à cette fonction ;
- plutôt qu'à la généralisation de la démocratie libérale, nous assisterions plutôt à la résurgence des identités traditionnelles, comme le montrent les exemples de la Russie, de la Chine, des pays d'Europe de l'Est ;
- la pensée de Fukuyama, loin d'enterrer le marxisme, se placerait elle-même dans un cadre marxiste en posant de la même manière un état final de l'humanité dans lequel le problème de la rareté serait enfin surmonté par la technique et l'administration rationnelle plutôt que la guerre.
- le « finisme » (endism), néologisme employé par Huntington pour désigner la doctrine de Fukuyama, pêche en ce qu'il surestime la faculté d'anticipation humaine, si souvent mise en défaut, et sous-estime la faiblesse et l'irrationalité humaine : l'Histoire est une fatalité.

### Philosophie
Derrida se moque « du type “lecteurs-consommateurs de Fukuyama” ou du type “Fukuyama” lui-même », rappelant dans Spectres de Marx (1993) que « les thèmes eschatologiques de la “fin de l'histoire”, de la “fin du marxisme”, de la “fin de la philosophie”, des “fins de l'homme”, du “dernier homme”, etc., étaient, dans les années 1950, il y a 40 ans, notre pain quotidien »; « Cet ouvrage, écrit-il encore en parlant du livre de Fukuyama, ressemble souvent, il est vrai, au sous-produit consternant et tardif d'une « footnote »: Nota bene pour un certain Kojève qui méritait mieux. Pourtant ce livre n'est pas aussi mauvais ou aussi naïf que le laisserait croire une exploitation effrénée qui l'exhibe comme la plus belle vitrine idéologique du capitalisme vainqueur dans une démocratie libérale enfin parvenue à la plénitude de son idéal, sinon de sa réalité. En fait, bien que pour l'essentiel il reste, dans la tradition de Léo Strauss, relayée par Allan Bloom, l'exercice scolaire d'un lecteur jeune, appliqué, mais tardif de Kojève (et de quelques autres), ce livre, il faut le reconnaître, est ici ou là plus que nuancé : parfois même suspensif jusqu'à l'indécision. Aux questions qu'il élabore à sa manière, il lui arrive d'ajouter ingénument, pour ne pas être pris en faute, ce qu'il appelle une « réponse de gauche » à une « réponse de droite ». Il mériterait donc une analyse très serrée. » .
Dans L'Anticonformiste, Luc Ferry prend la défense de cette thèse : « De fait, nous ne sommes tout simplement plus capables ne serait-ce que d'imaginer un régime légitime autre que la démocratie. [...] [Fukuyama] suggère que les principes de légitimité auraient tous été plus ou moins explorés au fil de l'histoire, jusqu'à ce que le plus conforme aux exigences fondamentales de l’humanité s'impose à nous.  [...] Si le colosse islamiste représente bien l'un des derniers « blocs » à résister à cette unification du monde, l'intégrisme ne pourra jamais se prévaloir de la même légitimité que le communisme. Ce dernier pouvait se penser comme une alternative universelle au capitalisme, potentiellement valable pour l'humanité tout entière, tandis que l'islamisme intégriste, lui, ne saurait nourrir une telle prétention. »

### Relais médiatique
En août 1996, l'écrivaine et militante altermondialiste Susan George publie un article dans le mensuel Le Monde diplomatique où elle dénonce un conflit d'intérêts dans la médiatisation d'une conférence de Francis Fukuyama (alors inconnu du grand public) en 1988, « proclamant la victoire totale de l’Occident et des valeurs néolibérales dans la guerre froide ». Il impliquait Allan Bloom, alors directeur du Centre Olin pour l'étude de la théorie et la pratique de la démocratie à l'université de Chicago (et recevant chaque année 36 millions de dollars de la Fondation Olin) ; le bimensuel The National Interest, qui reçoit un million de dollars de subvention d'Olin et dont le directeur est Irving Kristol (lui-même financé à hauteur de 326 000 dollars par la Fondation Olin) et Samuel Huntington, alors directeur de l'Institut Olin d'études stratégiques à Harvard (financé à hauteur de 14 millions de dollars par Olin). Susan George conclut que « le “débat” ainsi lancé par quatre bénéficiaires de fonds Olin autour d’une conférence Olin dans une revue Olin se retrouve bientôt dans les pages du New York Times, du Washington Post et de Time. Aujourd’hui, tout le monde a entendu parler de M. Francis Fukuyama et de La Fin de l’Histoire, devenu un best-seller en plusieurs langues ! La boucle idéologique est bouclée ».